# Herman F. Young
Herman F. Young war ein Politiker aus St. Vincent und die Grenadinen.
Er vertrat vom 15. Oktober 1951 bis zum 2. Februar 1966 den Wahlkreis South Leeward im House of Assembly. Anfangs war er Mitglied der Eight Army Liberation Party, ab 1954 der People’s Political Party und ab 1957 der People’s Liberation Movement.